# Hugo Gaston
Hugo Gaston (26 september 2000) is een Franse tennisser.

## Palmares
| Legenda                       | Legenda               |
| ----------------------------- | --------------------- |
| Grand Slam                    |                       |
| Olympische Spelen             |                       |
| tot 2009                      | vanaf 2009            |
| Tennis Masters Cup            | ATP Finals            |
| ATP Masters Series            | ATP Tour Masters 1000 |
| ATP International Series Gold | ATP Tour 500          |
| ATP International Series      | ATP Tour 250          |

### Enkelspel
| Nr.              | Datum        | Toernooi   | Ondergrond | Tegenstander in finale | Score    | Details |
| ---------------- | ------------ | ---------- | ---------- | ---------------------- | -------- | ------- |
| Verloren finales |              |            |            |                        |          |         |
| 1.               | 25 juli 2021 | ATP Gstaad | Gravel     | Casper Ruud            | 3-6, 2-6 | Details |

## Resultaten grote toernooien

### Enkelspel
| Legenda | Legenda                          |
| ------- | -------------------------------- |
| g.t.    | geen toernooi gehouden           |
| l.c.    | lagere categorie                 |
| –       | niet deelgenomen                 |
| G       | uitgeschakeld in de groepsfase   |
| 1R      | uitgeschakeld in de eerste ronde |
| 2R      | uitgeschakeld in de tweede ronde |
| 3R      | uitgeschakeld in de derde ronde  |
| 4R      | uitgeschakeld in de vierde ronde |
| KF      | uitgeschakeld in de kwartfinale  |
| HF      | uitgeschakeld in de halve finale |
| F       | de finale verloren               |
| W       | het toernooi gewonnen            |
| w-v     | winst/verlies-balans             |

| Grandslamtoernooien  |      |      |      |    |
| Australian Open      | –    | –    | 1R   | –  |
| Roland Garros        | –    | –    | 4R   | 1R |
| Wimbledon            | –    | –    | g.t. |    |
| US Open              | –    | –    | –    |    |
| ATP Masters 1000     |      |      |      |    |
| Indian Wells         | –    | –    | g.t. |    |
| Miami                | –    | –    | g.t. | 2R |
| Monte Carlo          | –    | –    | g.t. | –  |
| Madrid               | –    | –    | g.t. | –  |
| Rome                 | –    | –    | –    | –  |
| Montreal/Toronto     | –    | –    | g.t. |    |
| Cincinnati           | –    | –    | –    |    |
| Shanghai             | –    | –    | g.t. |    |
| Parijs               | –    | –    | 1R   |    |
| Olympische Spelen    |      |      |      |    |
| Olympische Spelen    | g.t. | g.t. | g.t. |    |
| Statistieken         |      |      |      |    |
| Totaal aantal titels | 0    | 0    | 0    | 0  |
| Eindejaarsranking    | —    | 252  | 162  |    |

### Dubbelspel
| Grandslamtoernooien  |      |      |      |    |
| Australian Open      | –    | –    | –    | –  |
| Roland Garros        | 1R   | 1R   | 1R   | 2R |
| Wimbledon            | –    | –    | g.t. |    |
| US Open              | –    | –    | –    |    |
| ATP Masters 1000     |      |      |      |    |
| Indian Wells         | –    | –    | g.t. |    |
| Miami                | –    | –    | g.t. | –  |
| Monte Carlo          | –    | –    | g.t. | –  |
| Madrid               | –    | –    | g.t. | –  |
| Rome                 | –    | –    | –    | –  |
| Montreal/Toronto     | –    | –    | g.t. |    |
| Cincinnati           | –    | –    | –    |    |
| Shanghai             | –    | –    | g.t. |    |
| Parijs               | –    | –    | 1R   |    |
| Olympische Spelen    |      |      |      |    |
| Olympische Spelen    | g.t. | g.t. | g.t. |    |
| Statistieken         |      |      |      |    |
| Totaal aantal titels | 0    | 0    | 0    | 0  |
| Eindejaarsranking    | —    | 835  | 337  |    |